# Straßenbahn Elbląg

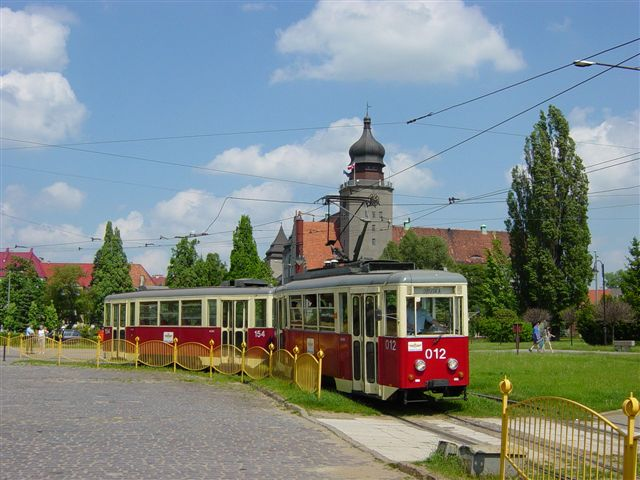
Konstal 5N+5ND am Plac Konstytucji unweit des Rathauses

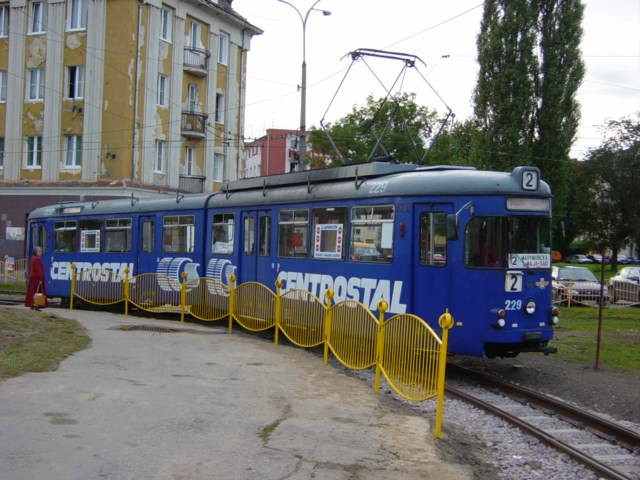
GT6 wendet am Plac Konstytucji während des Umbaus der Aleja Grunwaldzka

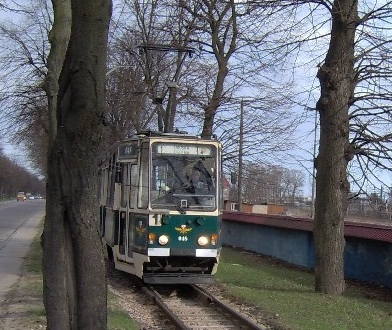
Konstal 805Na auf der Aleja Grunwaldzka (in der Nähe der Schule PWSZ)

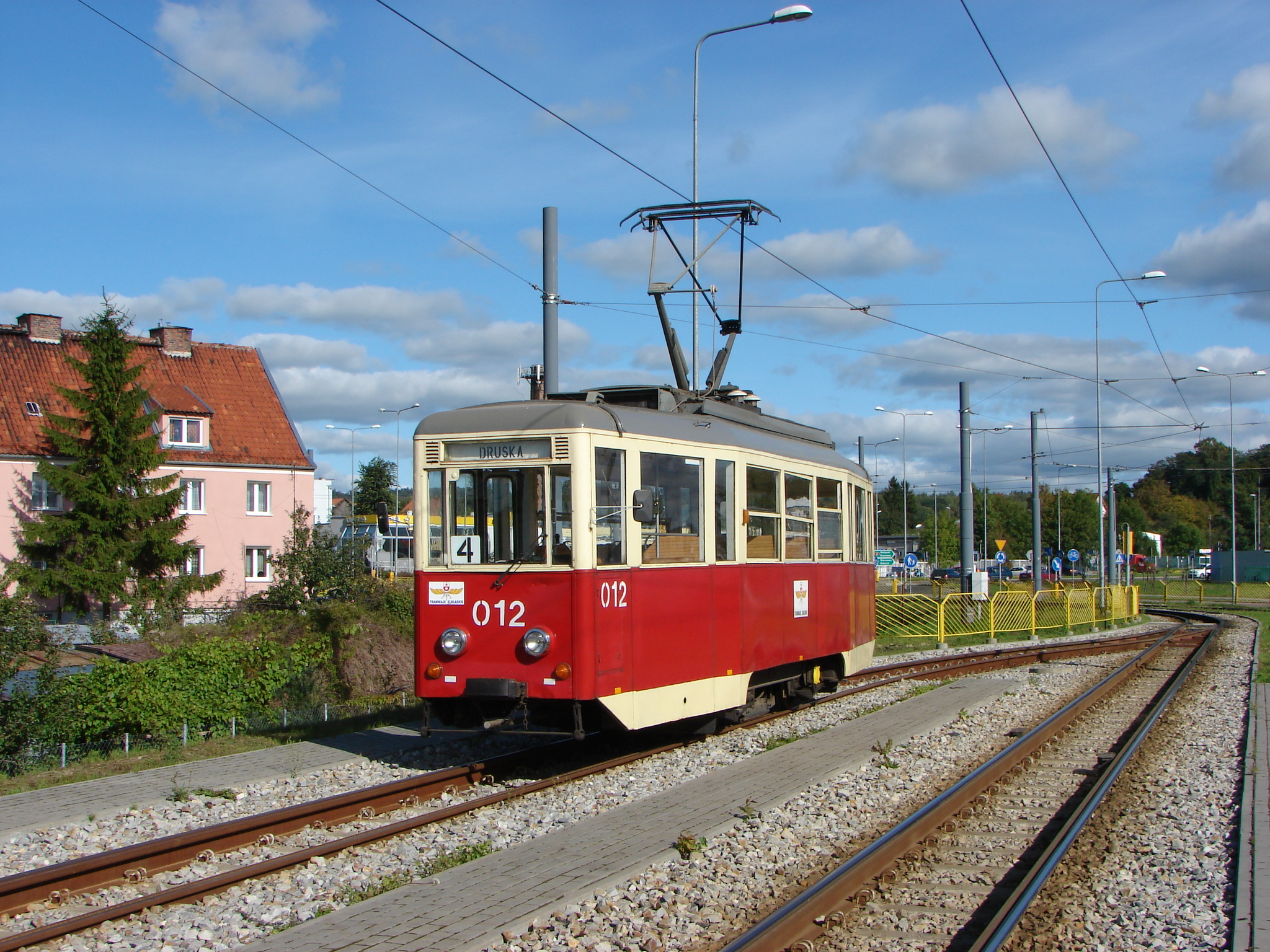
Historischer Wagen 5N – 012 in der Schleife Druska

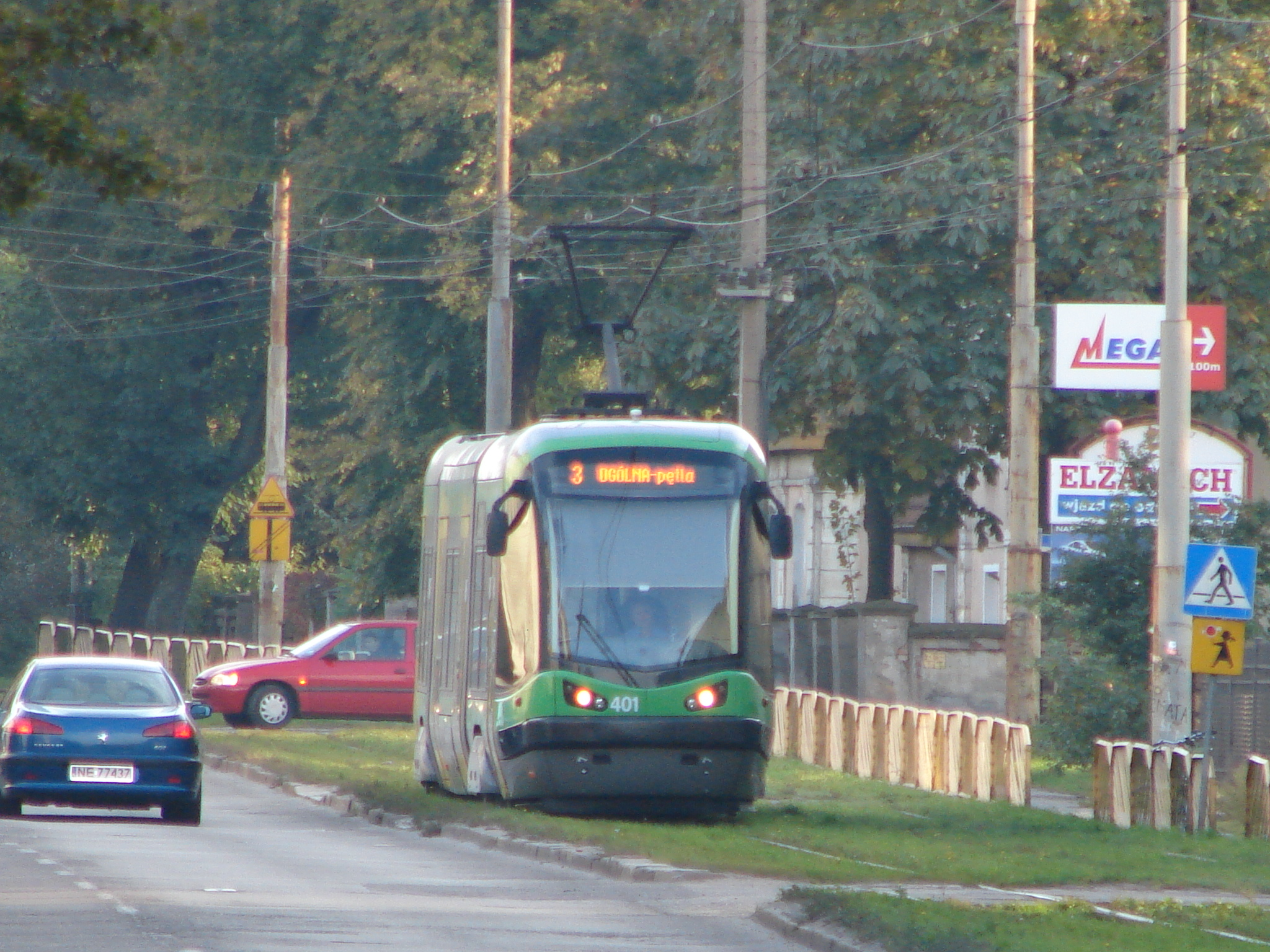
Niederflurwagen der Linie 3 auf der Ulica Browarna

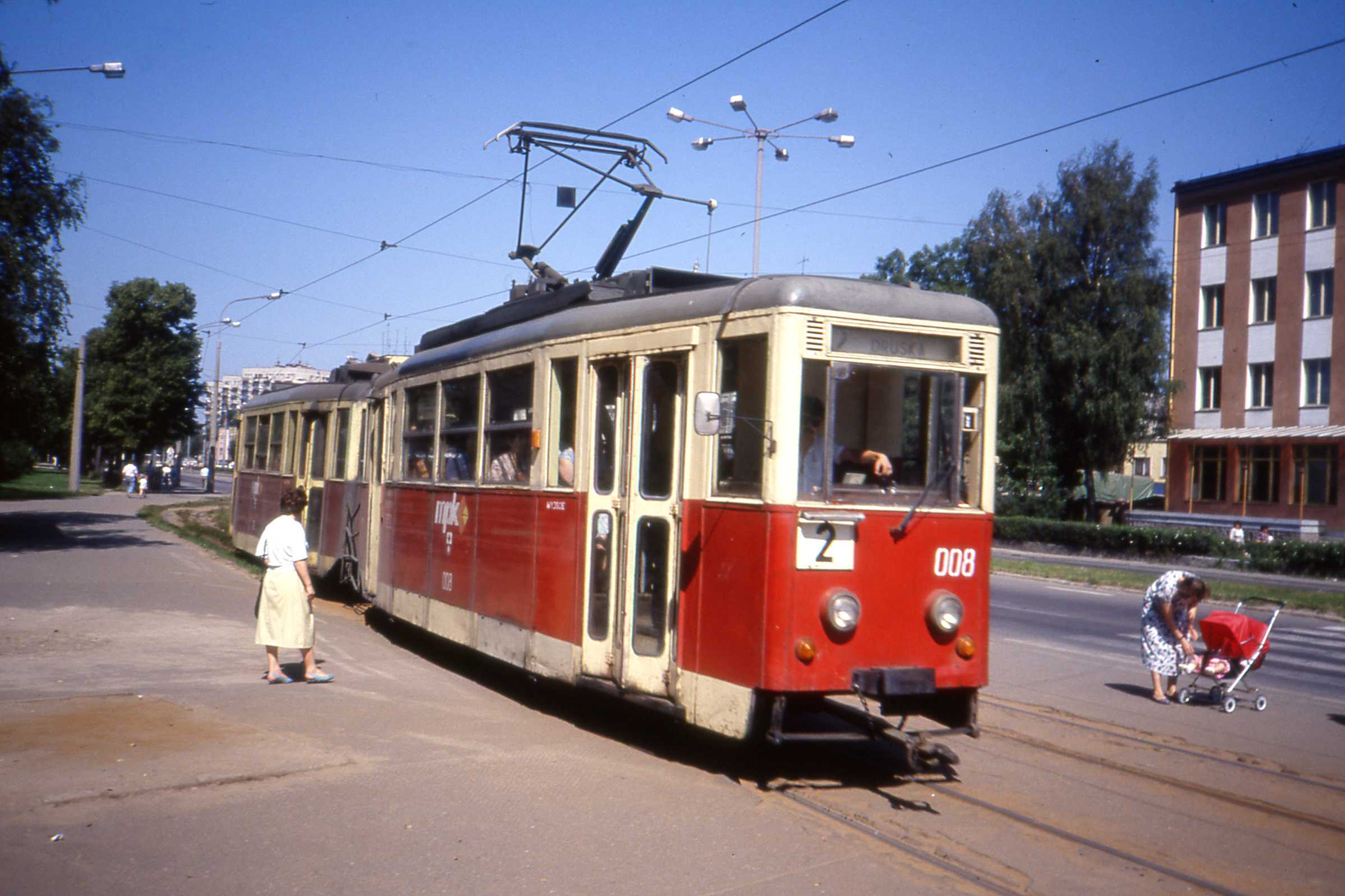
Wagen Konstal 5N im Jahr 1990

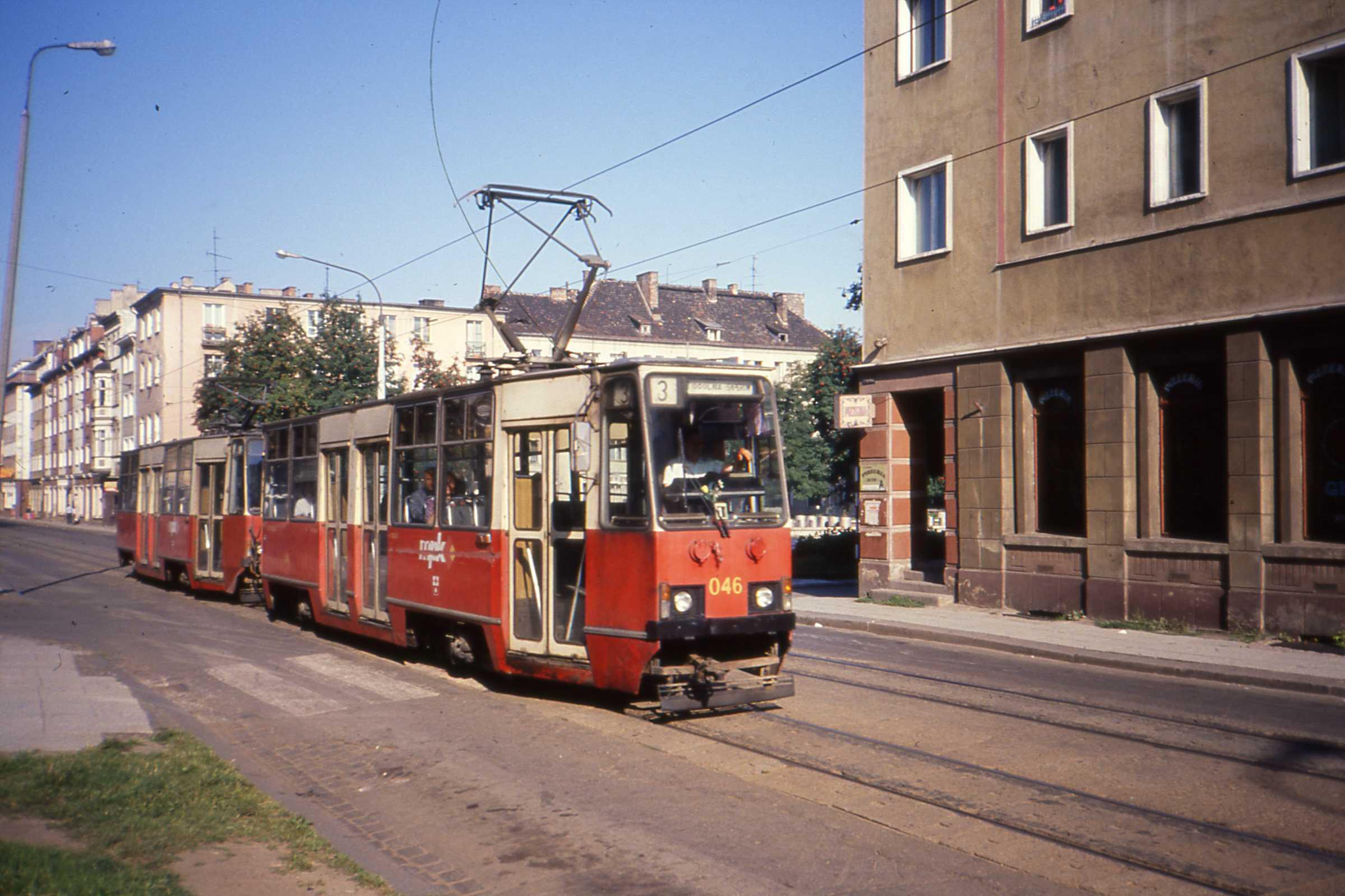
Wagen des Typs Konstal 805Na im Jahr 1990

Die Straßenbahn Elbląg ist das Straßenbahnsystem in der polnischen Stadt Elbląg (deutsch Elbing) nahe der Ostseeküste. Betrieben wird sie vom kommunalen Unternehmen Tramwaje Elbląskie. Elbląg besitzt nach Breslau das zweitälteste elektrische Straßenbahnnetz in Polen. Seine Geschichte reicht bis 1895 zurück.
Das Straßenbahnnetz wird aktuell von 5 Linien befahren, von denen eine nur wochentags montags bis freitags verkehrt. Die Spurweite beträgt 1000 Millimeter (Meterspur), die Linienlänge beträgt 39,4 Kilometer und es werden 38 Haltestellen bedient. Die Züge fahren nach einem nur angenäherten Taktfahrplan.

## Geschichte
Im 19. Jahrhundert benötigte die schnell wachsende, damals deutsche Stadt Elbing einen modernen öffentlichen Nahverkehr, deshalb beschloss der Magistrat im Jahr 1895 den Bau der ersten beiden Straßenbahnstrecken, die die Wohngebiete mit dem Zentrum, den Bahnhöfen und den aufstrebenden Industriebetrieben verbinden sollten. Die Elbinger Straßenbahn wählte die im heutigen Polen seltene Meterspur. Im damaligen Deutschen Reich bzw. Preußen war dies jedoch nicht ungewöhnlich (siehe Straßenbahnen Königsberg (Preußen) und Allenstein). Die Meterspur findet sich heute nur noch bei den Straßenbahnen von Bydgoszcz, Łódź, Toruń und Grudziądz.
Am 22. November 1895 erfolgte die Eröffnung der ersten beiden Straßenbahnlinien mit der Linie 1 Bahnhof – Hafen und der Linie 2 Friedrich-Wilhelm-Platz – Kreuzung Hochstraße/Galgenberg. In den folgenden Jahren wurde das Straßenbahnnetz systematisch erweitert. Bereits am 22. Mai 1897 wurde mit der Verbindung Alter Markt – Fasanerie die dritte Linie eingeweiht, gleichzeitig die Linie 2 zum Bahnhof verlängert. Wegen des wachsenden Fahrzeugparks erfolgte zwischen 1901 und 1905 die Erweiterung des Betriebshofs an der Hospitalstraße. Am 29. Mai 1916 besuchte Kaiser Wilhelm II. die Stadt und fuhr mit der Straßenbahn vom Bahnhof zu den Schichau-Werken. Nachdem das Netz 1927 mit Strecken in der Ulica Obrońców Pokoju und nach Saperów erneut erweitert wurde, erfolgte im Jahr 1928 die Eröffnung des zweiten Betriebshofs an der Ulica Browarna.
Am Ende des Zweiten Weltkriegs beschlossen die polnischen Behörden, die beschädigte Infrastruktur wieder aufzubauen. Bereits 1946 konnte der Betrieb auf den ersten beiden Linien wieder aufgenommen werden. Die Linie 3 folgte ein Jahr später. Im Jahr 1957 kamen mit den Straßenbahnen des Typs Konstal 5N samt Beiwagen 5ND die ersten neuen Fahrzeuge nach Elbląg. Von diesen ist noch ein Zweiergespann 5N+5ND (Wagennummern 012 und 154) betriebsfähig und verkehrt als Museumslinie „T“. Da die neuen Wagen Einrichtungsfahrzeuge waren, mussten alle Strecken mit Wendeschleifen nachgerüstet werden. Weil dies aus Platzgründen nicht überall möglich war, wurden Strecken gekürzt (Ulica Marymoncka) oder ganz stillgelegt, wie auf der Ulica Traugutta und der Ulica Agrykola zum Friedhof in 1967.
Zu Beginn der 1970er Jahre entschied die Volksrepublik Polen, meterspurige Straßenbahnnetze in den meisten polnischen Städten stillzulegen. Dies sollte auch in Elbląg geschehen. Die Elbląger Straßenbahn teilte dann jedoch nicht das Schicksal der Straßenbahnen in Bielsko-Biała, Legnica und Olsztyn.  Am 15. April 1980 begann der Einsatz neuer Fahrzeuge des Typs Konstal 805Na, die heute noch als Reserve betriebsbereit gehalten werden. Und im Jahr 1986 wurde eine Neubaustrecke in den Stadtteil Zawada in Betrieb genommen. Außerdem wurden zu Beginn des Jahres 1987 die alten Wagen des Typs Konstal 5N durch jüngere Gebrauchtfahrzeuge aus Deutschland vom Typ Duewag GT6 ersetzt.
Infolge der politischen Veränderungen in Polen kam es wie in anderen polnischen Städten auch in Elbląg zu einem Rückgang der Fahrgastzahlen im öffentlichen Verkehr. Dennoch wurde das 100-jährige Jubiläum der Straßenbahn in 1995 groß gefeiert. Erst zu Beginn des 21. Jahrhunderts und mit dem Beitritt Polens zur Europäischen Union begann die Stadt Elbląg, in den umweltfreundlichen Öffentlichen Verkehr zu investieren. Dank der EU-Fonds konnte das Schienennetz erneuert und neue Strecken gebaut werden. Im Jahr 2002 wurde eine neue Strecke auf der Ulica Pułkownika Dąbka eröffnet, die von zwei neuen Linien (4 und 5) bedient wird. Im Mai 2006 begann der Bau einer Streckenverlängerung in Richtung der Ulica Fromborska zur Erschließung der Siedlung Nad Jarem. Am 21. Dezember wurde der Abschnitt zusammen mit der Vorstellung der neuen Niederflurbahnen des Typs Pesa 121N von Pesa Bydgoszcz offiziell eingeweiht. Bis zum Jahresende 2006 wurden alle sechs bestellten Fahrzeuge ausgeliefert. In der Folgezeit kam es bei Unfällen mehrfach zu Entgleisungen der Pesa 121N. Am 19. August 2010 erfolgte die Inbetriebnahme des Streckenneubaus am Plac Konstytucji und entlang der Ulica Generała Grota-Roweckiego, zusammen mit dem Abzweig in Richtung Ulica 12 Lutego. Gleichzeitig wurde ein Abschnitt auf der Ulica Grobla Świętego Jerzego stillgelegt.
Im Rahmen des Integrierten Entwicklungsprogramms des Öffentlichen Verkehrs von 2004 bis 2013 wurde bisher nur die neue, etwa 1 Kilometer lange Straßenbahnstrecke entlang der Ulica Generała Grota Roweckiego und der Ulica 12 Lutego umgesetzt, auf der seither die Straßenbahnlinien 4 und 5 verlaufen. Die Eröffnung dieser Neubautrasse war am 9. November 2017. Immerhin schritt die Sanierung der Infrastruktur voran und es wurden insgesamt 15 Kilometer Gleis erneuert und auf vielen Abschnitten als Rasengleis angelegt. Außerdem wurden einige Konstal 805Na modernisiert, so dass die deutschen Duewag GT6 ersetzt werden konnten, die sich als zunehmend störanfällig zeigten und von denen zwei Züge durch Brände in 2012 und 2013 schwer beschädigt waren. Ergänzend wurden zwei gebrauchte Duewag M8C-Straßenbahnen aus Augsburg (ex 8003 und 8012) von der Firma Modertrans Poznań gekauft und modernisiert, wobei unter anderem das Mittelsegment zum Niederflurteil abgesenkt, die Sitze ausgetauscht, die Steuerungstechnik überarbeitet und die Farbgebung dem Typ 121N angepasst wurde. Diese Züge gingen am 10. Januar 2014 in Betrieb. Anfang 2015 folgte ein dritter M8C aus Augsburg (ex 8010), der identisch zu den beiden ersten in 2014 bei Modertrans umgebaut wurde. Im Jahr 2016 wurden weitere drei M8C angekauft (ex 271, 274, 276 der Straßenbahn Mülheim/Oberhausen) und gingen nach kleineren Modernisierungen, allerdings ohne einen Umbau mit Niederfluranteil in den Liniendienst. Im Juni 2017 unterschrieb die Stadt Elbląg einen Vertrag mit der Firma Modertrans zur Lieferung von drei teilweise niederflurigen neuen Straßenbahnwagen des Typs Moderus Beta MF 09 AC. Im Januar 2018 und Dezember 2019 wurde je ein weiterer bestellt, der fünfte Neuwagen ging im Oktober 2021 in den Liniendienst.

## Streckenchronik
- 22. November 1895: Eröffnung der ersten beiden Straßenbahnlinien. Linie 1: Bahnhof – Holländer Chaussee – Johannisstraße – Innerer Mühlendamm – Friedrich-Wilhelm-Platz – Schmiedestraße – Alter Markt – Hinterstraße – Hafen am Elbląg-Fluss. Linie 2: Friedrich-Wilhelm-Platz – Schmiedestraße – Alter Markt – Markttorstraße – Schichaustraße – Königsberger Straße – Kreuzung Hochstraße/Galgenberg
- 22. Mai 1897: Eröffnung der Linie 3: Alter Markt – Schichaustraße – Königsberger Straße – Lönsallee – Fasanerie und Verlängerung der Linie 2 zum Bahnhof
- 1927: Inbetriebnahme der Strecken in der Ulica Obrońców Pokoju und nach Saperów
- 1. Juni 1946: Wiederaufnahme des Straßenbahnverkehrs nach dem Krieg auf der Linie 1 (Bahnhof – Grunwaldzka – 3 Maja – 1 Maja – pl. Słowiański – Kowalska – Stary Rynek – Brama Targowa – Stoczniowa – Robotnicza – Browarna – Obrońców Pokoju)
- 1. November 1946: Wiederaufnahme des Straßenbahnverkehrs nach dem Krieg auf der Linie 2 (Bażantarnia – Marymoncka – Królewiecka – Stoczniowa – Brama Targowa – Stary Rynek – Kowalska – 1 Maja – Grobla św. Jerzego – Kreuzung Bema/Mickiewicza)
- 3. April 1947: Eröffnung der Linie 3 (Plac Słowiański – 1 Maja – Traugutta – Górnośląska – Friedhof Agrykola)
- 15. Februar 1951: Inbetriebnahme einer neuen Strecke vom Bahnhof zur Ulica Druskiej
- 1955: Bau von Wendeschleifen an der Ulica Druska und der Ulica Obrońców Pokoju
- 1955: Bau der Wendeschleife an der Ulica Saperów (mit Verlängerung der Strecke ab der Kreuzung Bema/Mickiewicza)
- 1956: Bau der Wendeschleife am Bażantarnia-Park (mit kurzem Weg zur Brücke über den Fluss Kumi)
- 1957: Bau des zweiten Gleises auf der Ulica Grunwaldzka
- 1967: Stilllegung der Linie 3 zum Agrykola-Friedhof
- 1968: Verbannung der Straßenbahn aus der Altstadt und Verlegung in die Ulica Pocztową
- 24. November 1986: Verlängerung der Strecke von der Ulica Obrońców Pokoju zur Siedlung Zawada und Eröffnung der neuen Linie 3 (Saperów – Ogólna)
- 31. August 2002: Eröffnung der neuen zweigleisigen Strecke auf der Ulica Pułkownik Dąbka (vom Plac Jagiellończyka zur Ulica Obrońców Pokoju) sowie Eröffnung der Linien 4 und 5
- 21. Dezember 2006: Eröffnung des zweigleisigen Abschnitts auf der Ulica Ogólna bis zur Kreuzung mit der Ulica Legionów (als Vorbereitung auf den Einsatz von Niederflurwagen)
- 19. August 2010: Inbetriebnahme der neuen Strecke am Plac Konstytucji und der Ulica Generała Grota-Roweckiego (zusammen mit dem Abzweig in Richtung Ulica 12 Lutego), gleichzeitige Stilllegung der Strecke in einem Abschnitt der Ulica Grobla Świętego Jerzego
- 9. November 2017: Eröffnung der etwa 1 Kilometer lange Neubaustrecke entlang der General Grot Roweckiego und 12 Lutego, auf der seither die Straßenbahnlinien 4 und 5 verlaufen

### Weitere Planungen
Im Programm 2004–2013 waren zudem folgende Erweiterungen des Streckennetzes geplant, die bisher aber noch nicht umgesetzt wurden:
- Neubau einer zweigleisigen Strecke entlang der Ulica Fromborska (von der Ulica Ogólna) und entlang der Ulica Królewiecka (von der Ulica Fromborska zur Kreuzung Marymoncka/Piłsudskiego)
- Neubau einer zweigleisigen Strecke entlang der Aleja Odrodzenia bis zu einer Schleife in Höhe der Ulica Mazurska

Über diese Projekte hinaus gibt es Überlegungen für weitere Strecken und einen zweiten Betriebshof:
- Neubaustrecke vom Plac Słowiański entlang der Ulica Rycerska und Aleja Tysiąclecia zum Plac Grunwaldzki
- Neubaustrecke zum Stadtentwicklungsgebiet Modrzewina entlang der Aleja Jana Pawła II bis zu einer Schleife am Ende der Straße
- Bau eines neuen Straßenbahndepots an der Ulica Fromborska

Die Umsetzung dieser Planungen erscheint nicht nur vor dem Hintergrund der seit 2010 stark schrumpfenden Bevölkerungszahl in Elbląg aber fraglich.

## Liniennetz
Die Straßenbahn Elbląg bedient aktuell (Stand 6. April 2024) fünf Linien im Regelbetrieb, eine Linie davon nur montags bis freitags an Arbeitstagen und nur tagsüber. Die vier Hauptlinien fahren wochentags montags bis freitags ab etwa 5 Uhr bis 23 Uhr sowie wochenends und feiertags etwa ab 6 Uhr bis 22:30 Uhr. Dabei folgen alle keinem festen Taktfahrplan, sondern fahren in der Hauptverkehrszeit etwa alle 20 bis 30 Minuten, zu anderen Tageszeiten etwas seltener ähnlich Wochenenden und Feiertagen.
| Linie               | Linienweg | Länge [km] | Fahrzeit [min] | Takt [min]                    | Halte- stellen | Bemerkungen                                  |
| ------------------- | --- | ---------- | -------------- | ----------------------------- | -------------- | -------------------------------------------- |
| 1                   | Druska ↔ Ogólna Grunwaldzka (Morszyńska) – Grunwaldzka (PWSZ) – Grunwaldzka (Sadowa) – Dworzec – plac Grunwaldzki – 1 Maja (Sąd) – plac Słowiański – Robotnicza (Alstom) – Browarna (Zielone Tarasy) – Browarna (Dolna) – Browarna (Urząd Gminy) – Browarna (Zdrój) – Browarna (Browar) – Obrońców Pokoju (Wiejska) – Obrońców Pokoju (Batorego) – Obrońców Pokoju (płk. Dąbka) – płk. Dąbka (Ogólna) – Ogólna(Konopnickiej) – Ogólna (Broniewskiego) | 9,5        | 34             | Werktage: ≈30 Wochenende: ≈45 | 21             |                                              |
| 2                   | Druska ↔ Marymoncka Grunwaldzka (Morszyńska) – Grunwaldzka (PWSZ) – Grunwaldzka (Sadowa) – Dworzec – plac Grunwaldzki – 1 Maja (Sąd) – plac Słowiański – Robotnicza (Alstom) – Królewiecka (Światowid) – Królewiecka (Kopernika) – Królewiecka (T.G.) – Królewiecka (Moniuszki) – Królewiecka (Energa) | 7,7        | 27             | Werktage: ≈30 Wochenende: ≈45 | 15             |                                              |
| 3                   | Saperów ↔ Ogólna Bema (Mickiewicza) – Grobla św. Jerzego – 1 Maja (Sąd) – plac Słowiański – Robotnicza (Alstom) – Browarna (Zielone Tarasy) – Browarna (Dolna) – Browarna (Urząd Gminy) – Browarna (Zdrój) – Browarna (Browar) – Obrońców Pokoju (Wiejska) – Obrońców Pokoju (Batorego) – Obrońców Pokoju (płk. Dąbka) – płk. Dąbka (Ogólna) – Ogólna (Konopnickiej) – Ogólna (Broniewskiego)                                                         | 7,9        | 28             | Werktage: ≈30 Wochenende: ≈45 | 18             |                                              |
| 4                   | Druska ↔ Ogólna Grunwaldzka (Morszyńska) – Grunwaldzka (PWSZ) – Grunwaldzka (Sadowa) – Dworzec – plac Grunwaldzki – Grota Roweckiego (Traugutta) – 12 lutego (Ratuszowa) – 12 Lutego – Nowowiejska – płk. Dąbka (Brzozowa) – płk. Dąbka (Pionierska) – płk. Dąbka (Rynek) – płk. Dąbka (Niepodległości) – płk. Dąbka (Ogólna) – Ogólna (Konopnickiej) – Ogólna (Broniewskiego)                                                                        | 8,1        | 29             | Werktage: ≈30 Wochenende: ≈45 | 17             |                                              |
| 5                   | Saperów ↔ Ogólna Bema (Mickiewicza) – Grobla św. Jerzego-Grota Roweckiego (Traugutta) – 12 lutego (Ratuszowa) – 12 Lutego-Nowowiejska – płk. Dąbka (Brzozowa) – płk. Dąbka (Pionierska) – płk. Dąbka (Rynek) – płk. Dąbka (Niepodległości) – płk. Dąbka (Ogólna) – Ogólna (Konopnickiej) – Ogólna (Broniewskiego) | 6,2        | 22             | Werktage: ≈30                 | 14             | verkehrt nur wochentags montags bis freitags |
| Linienlängen gesamt | Linienlängen gesamt | 39,4       |                |                               |                |                                              |

## Wendeschleifen
Die Straßenbahn Elbląg verkehrt mit Einrichtungsfahrzeugen, so dass an allen Endstellen Wendeschleifen vorhanden sind.
| Schleife           | Inbetriebnahme | Stilllegung | Gleise | weitere Infrastruktur | Linien    |
| ------------------ | -------------- | ----------- | ------ | --------------------- | --------- |
| Druska (alt)       | 1955           | 2006        | 1      | Abstellgleis          | -         |
| Druska (neu)       | 2006           |             | 3      |                       | 1,2,4     |
| Marymoncka         | 1956           |             | 1      | zwei Abstellgleise    | 2         |
| Obrońców Pokoju    | 1955           |             | 1      |                       | ungenutzt |
| Ogólna             | 1986           | 2006        | 2      | Abstellgleis          | -         |
| Ogólna (Nad Jarem) | 2006           |             | 3      |                       | 1,3,4,5   |
| Saperów            | 1955           |             | 2      |                       | 3,5       |

Bis zum Beginn des Jahres 1956 verkehrten auf dem Netz der Straßenbahn Elbląg ausschließlich Zweirichtungswagen, deshalb gab es bis in die 1950er Jahre keine Wendeschleifen. Mit dem Einsatz der neuen polnischen Wagen des Typs Konstal 5N mussten an den Endstellen sukzessive Schleifen gebaut werden. Einzelne Abschnitte wurden auch stillgelegt, wenn es keinen Platz für eine Wendeschleife gab. Dies betraf unter anderem die Strecke zum Park Bażantarnia, die um 700 Meter verkürzt wurde. Völlig stillgelegt wurden die Strecken auf der Ulica Traugutta und der Ulica Agrykola.

## Fahrzeuge

### Derzeit im Linienverkehr
Bei der Straßenbahn in Elbląg kommen werktags derzeit 14 Triebwagen zum Einsatz, davon sind 11 neue und drei modernisierte. Sechs dieser Fahrzeuge sind vollständig niederflurig, acht sind es nur teilweise. Ergänzend stehen drei hochflurige modernisierte Triebwagen für Verstärkerleistungen oder Ersatz zur Verfügung. Am Wochenende, wenn nur vier Linien und eine längere Taktfolge betrieben werden, reichen neun Fahrzeuge für den Einsatz aus. Eine Ausschreibung zur Beschaffung zehn weiterer Niederflurwagen mit einer Länge von 19 m bis 24 m wurde im Oktober 2024 veröffentlicht. Darauf gingen Anfang 2025 zwei Angebote ein: von Pesa (Fahrzeugtyp Swing) für 130.499 Tausend Zł und vom türkischen Unternehmen Bozankaya für 94.907 Tausend Zł.
| Bild                              | Wagen- nummern                                     | Typ                                               | Hersteller                        | Einsatzbeginn                     | Modernisierung                    | Sitzplätze                        | Stehplätze                        | Niederflur- anteil                | Anzahl         |
| --------------------------------- | -------------------------------------------------- | ------------------------------------------------- | --------------------------------- | --------------------------------- | --------------------------------- | --------------------------------- | --------------------------------- | --------------------------------- | -------------- |
|                                   | 058, 062 und 063                                   | 805N-Enika                                        | Konstal                           | 1980                              | 2005                              | 23                                | 128                               | 0 %                               | 3              |
|                                   | 401–406                                            | 121N Tramicus                                     | Pesa                              | 2006–2007                         | keine                             | 41                                | 81                                | 100 %                             | 6              |
|                                   | 803, 810 und 812 (ex Augsburg 8003, 8010 und 8012) | M8C, Moderus Beta MF 13/ Moderus Beta MF 14 AC BD | DUEWAG                            | 2013                              | 2012/2013 Modertrans              | 54                                | 170                               | 30 %                              | 3              |
|                                   | 070–074                                            | Moderus Beta MF 09 AC                             | Modertrans                        | 2020                              | keine                             | 26+2                              |                                   | 25 %                              | 5              |
|                                   | ausgeschrieben                                     | ausgeschrieben                                    | ausgeschrieben                    | ausgeschrieben                    |                                   |                                   |                                   |                                   | (10)           |
| Gesamtzahl                        | Gesamtzahl                                         | Gesamtzahl                                        | Gesamtzahl                        | Gesamtzahl                        | Gesamtzahl                        | Gesamtzahl                        | Gesamtzahl                        | Gesamtzahl                        | 17             |
| Anteil Niederflur                 | Anteil Niederflur                                  | Anteil Niederflur                                 | Anteil Niederflur                 | Anteil Niederflur                 | Anteil Niederflur                 | Anteil Niederflur                 | Anteil Niederflur                 | Anteil Niederflur                 | 59 % 1         |
| Durchschnittsalter des Wagenparks | Durchschnittsalter des Wagenparks                  | Durchschnittsalter des Wagenparks                 | Durchschnittsalter des Wagenparks | Durchschnittsalter des Wagenparks | Durchschnittsalter des Wagenparks | Durchschnittsalter des Wagenparks | Durchschnittsalter des Wagenparks | Durchschnittsalter des Wagenparks | ca. 13,5 Jahre |
| Stand: August 2024                |                                                    |                                                   |                                   |                                   |                                   |                                   |                                   |                                   |                |

### Ehemalige und Museumsfahrzeuge
Der Wagenpark in Elbląg umfasst außerdem als Reserve bereit stehende 13 Konstal 805Na und zwei M8C (ex Augsburg) von DUEWAG, einen abgestellten GT 6 Z von DUEWAG sowie ein als Museumslinie „T“ im Einsatz befindliches Zweiergespann aus Trieb- und Beiwagen Konstal 5N + 5ND.
| Bild | Wagen- nummer                                                   | Typ    | Hersteller | Baujahr | Renovierung | Sitzplätze | Stehplätze | Status |
| ---- | --------------------------------------------------------------- | ------ | ---------- | ------- | ----------- | ---------- | ---------- | --- |
|      | 012                                                             | 5N     | Konstal    | 1957    |             | 16         | 67         | als Museumslinie „T“ in Betrieb                                                                                   |
|      | 154                                                             | 5ND    | Konstal    | 1957    |             | 16         | 79         | als Museumslinie „T“ in Betrieb                                                                                   |
|      | 229                                                             | GT 6 Z | DUEWAG     | 1965    |             | 42         | 186        | abgestellt |
|      | 041, 043, 044, 046, 048, 051, 052, 056, 057, 060, 061, 064, 065 | 805Na  | Konstal    | 1980    |             | 20         | 125        | Reserve |
|      | 871, 874 und 876 (ex Mülheim M8C 271, 274, 276)                 | M8C    | DUEWAG     | 1985    | 2016        | 54         | 170        | Reserve; Nr. 876 nach Bydgoszcz als Denkmal vor dem ehemaligen Tramdepot auf der Ulica Zygmunta Augusta abgegeben |